# Vita Lotus-sekten
Den vita lotus-sekten (白莲教; 白蓮教; Báiliánjiào) var en rörelse med buddhistiska drag som vände sig till många kineser, inte minst bland kvinnor och fattiga. Dessa grupper fann tröst i tillbedjan av Wusheng Laomu, den eviga modern som en dag skulle samla alla sina barn till en stor familj. Vid flera tillfällen var sekten engagerad i stora upprorsrörelser.

## Ursprung
Buddhismen blev den dominerande religionen från och med Songdynastin. Det uppstod messianska rörelser, maitreyabuddhismen inom sekten, som dyrkade den kommande Buddha. Den mest kända var Den Vita Lotusen som hade starka inslag av manikeism.
När Mongolerna ockuperade Kina på 1200-talet uppstod ett flertal motståndsgrupper, varav Den vita lotusen i södra Song var en. Den kom att spela en stor roll som opposition mot främmande makthavare. Sekten förbjöds och blev ett hemligt sällskap och dess medlemmar gick under jorden.

## De röda turbanernas uppror
På 1300-talet började den vandrande munken Peng Yingyu studera Den vita lotusen. Tio år senare ledde han en revolt mot Yuandynastin i närheten av Guangzhou, även känt som Kanton. Upproret slogs men Peng Yingyu kom undan. Några år senare gjorde munken ett nytt uppror och hans soldater uppträdde  i röda turbaner. Men även denna revolt misslyckades och Peng Yingyu dödades.
År 1352 började nästa uppror inspirerat av Den Vita Lotusen. En buddhistmunk och hans tiggarmunk Zhu Yuanzhang anslöt sig till rebellarmén. Yuanzhang var intelligent och gifte sig med rebelledarens dotter. Snart blev Yuanzhang ledare för en grupp och han vann folkets förtroende genom att förbjuda sina soldater att plundra byarna. Revolten spred sig över en stor del av Kina och 1356 erövrades staden Nanjing, som blev den nya huvudstaden.
Efter detta övergav Zhu Yuanzhang Vita Lotus-sekten och övergick till
konfucianismen. Därmed öppnades vägen för att göra anspråk på Himlens mandat.
År 1368 erövrade Zhu Yuanzhang och hans armé den gamla huvudstaden Khanbalik och Toghon Temür,  kejsaren flydde till mongolernas kärnområde runt Karakorum. Året därpå hade Zhu Yuanzhang kontroll över hela Kina och utropade sig till kejsare och grundade Mingdynastin.

## Uppror mot Qingdynastin
I slutet på 1700-talet ökade befolkningen i Kina och jordbruksmarken i södra delarna av landet räckte inte till att föda hela riket. Samtidigt ökade korruption och maktmissbruk under den gamle Qianlong-kejsarens långvariga regeringstid. År 1796 startade flera grupper ur Vita Lotus-sekten uppror mot den manchuriska kejsarmakten. Två av ledarna var Wang Cong'er och hennes man Qi Lin. Hennes man ledde en grupp som avslöjades och de flesta, inklusive Qi Lin avrättades.
Wang Gong’er och upprorsledaren Yao Zhifu började attackera städer i provinserna Hubei och Shanxi. De red på snabba hästar och till fots använde de sig av stridskonsten Kung Fu med ett svärd i vardera hand. De belägrade den strategiska staden Linqing vid Kejsarkanalen.

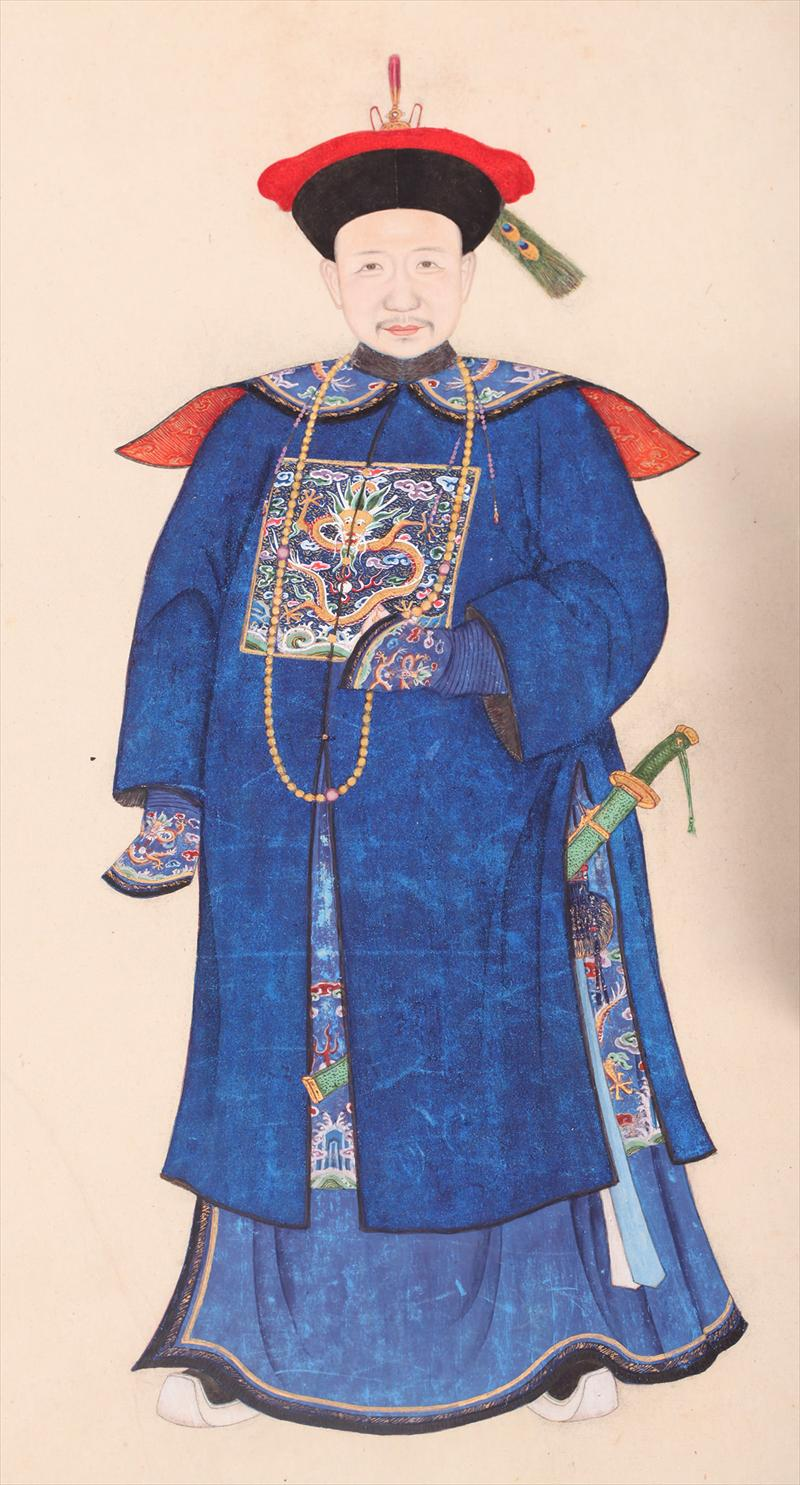
Heshen

Kejsar Qianlong skickade sin favoritgeneral Heshen att slå ner upproret. Men Heshen var korrumperad och anlitade otränade soldater som inte kunde stoppa gerillan. Först när Qianlong dog 1799 och Jiaqing kom till makten, avsattes Henchen och kejsarens manchuriska armé fick uppdraget att krossa gerillan. Det var svårt att kuva Vita Lotus soldaterna. Generalerna infångade gerillasoldater och tränade dem till att bekämpa sina forna stridskamrater. Matcherna  lyckades  slå ner upproret 1804 men förlorade sin prestige.

## Efterspel
Ryktet omVita Lotus-sekten levde vidare i legender. När folk fick det svårt och inte kunde betala skatt, beskylldes de för att vara anhängare av sekten och straffades. Alla kätterska skrifter myndigheterna kom över brändes. Mandarinen Huand Yupian skrev 1834 en rapport över heterodoxa religioner, och det är ur den källan man känner till Vita Lotus-sektens trossystem.
Vita Lotusen inspirerade till nya uppror mot den korrupta Qingdynastin. År 1813 gjorde Tianli-sekten uppror i Beijing. Mellan åren 1851 och 1868 pågick ett nytt uppror, Nianupproret i norra Kina med syfte att störta Qingdynstin. Det blodigaste upproret var dock Taipingupproret i södra Kina som pågick samtidigt.
I dagens Kina är myndigheterna oroade över rörelsen Falungong, som passar in i samma mönster som 1800-talets hemliga sällskap.